# Erlöserkirche (Brigittenau)

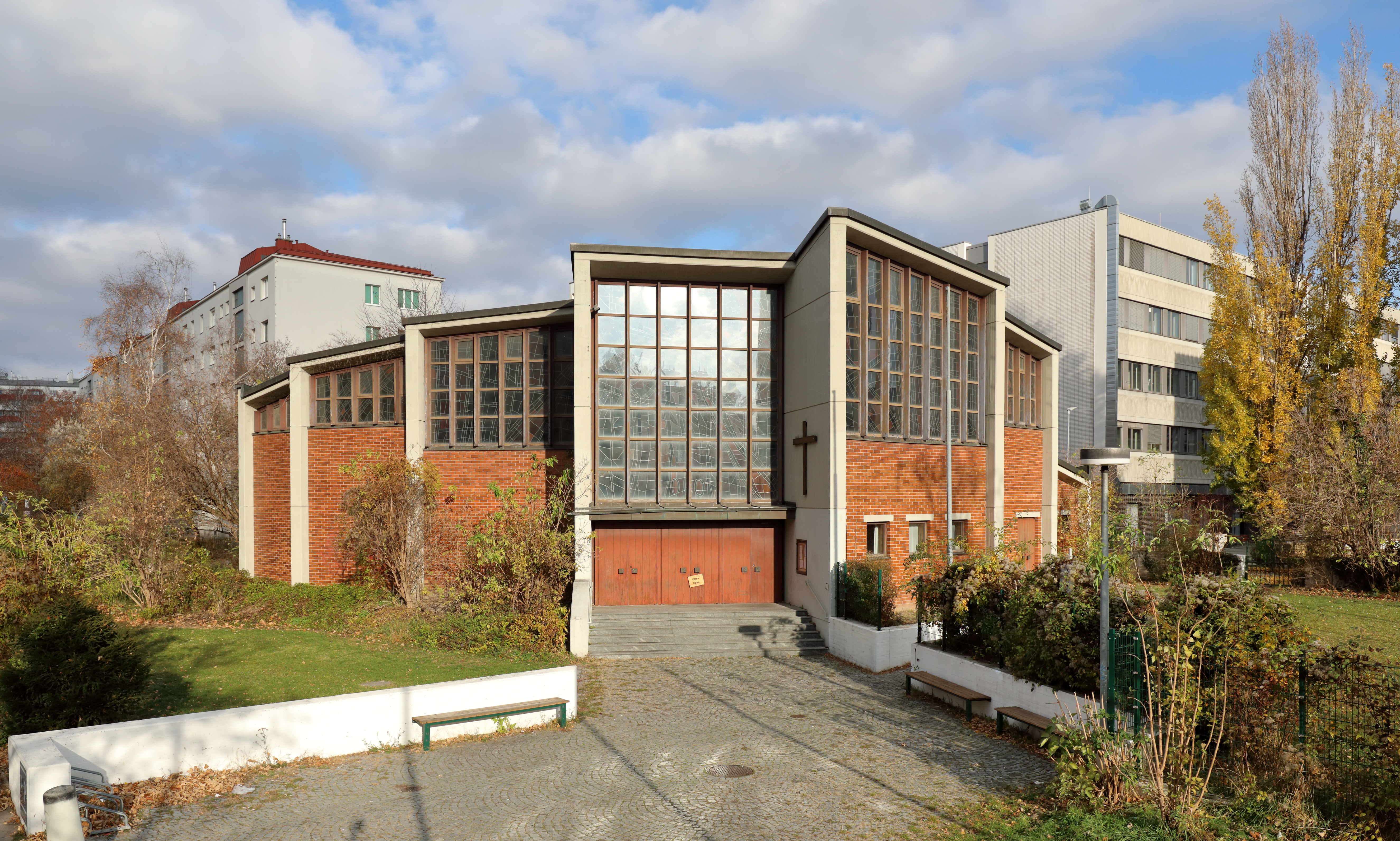
Erlöserkirche

Die Filialkirche zum Göttlichen Erlöser ist eine römisch-katholische Kirche im 20. Wiener Gemeindebezirk Brigittenau bei der Burghardtgasse 30a an der Eduard-Brückner-Gasse und steht unter Denkmalschutz.
Die Kirche ist ein Glas-Betonbau und wurde im Jahre 1983 nach Plänen der Architekten Eva Mang und Karl Mang erbaut. Der quergestellte Saalraum mit einer Orgelempore hat eine lang gestreckte, nach Nordosten gekrümmte Chorwand mit einer Apsiskonche und eine gestaffelte Hauptfront im Südwesten. In der Apsiskonche steht ein zylindrischer Tabernakel auf einem runden Steinpodest. Die Glasmalereien Regenbogen und Auferstehung sind von Lydia Roppolt aus dem Jahr 1983. Das Kruzifix vom Bildhauer Konrad Campidell ist aus dem Jahr 1985.
Von 1984 bis 2017 war die Erlöserkirche die Pfarrkirche der Pfarre Zum Göttlichen Erlöser. Am 1. September 2017 wurde die Pfarre aufgelöst und das Gebiet der Pfarre Zu allen Heiligen zugewiesen. Die Erlöserkirche ist seither eine Filialkirche der Pfarre Zu allen Heiligen und die Kirche der Teilgemeinde Zum Göttlichen Erlöser.